# 謝津宛
謝津宛（2001年8月30日—）為臺灣女子籃球運動員，擁有U16、U18、Nike All Taiwan Camp等資歷，就讀滬江高中三年級時擔任球隊隊長，進入世新大學之後連續兩年球隊在UBA奪冠，大二謝津宛場均可挹注5.1分、3.5籃板，升上大三之際投入WSBL選秀，在選秀第一輪第一順位獲得台電女籃青睞。

## 外部連結
- 謝津宛在fiba.basketball（英语）
- 謝津宛在archive.fiba.com（archived）（英语）
- 謝津宛在Eurobasket.com（球員）（英语）